# Леончиков, Николай Петрович
Никола́й Петро́вич Лео́нчиков (10 февраля 1925 — 23 сентября 2012) — советский воин-пехотинец, участник Великой Отечественной войны, Герой Советского Союза (27.02.1945). Сержант Рабоче-крестьянской Красной Армии.

## Биография
Николай Леончиков родился 10 февраля 1925 года в селе Сумы (ныне Каргатского района Новосибирской области). После окончания начальной школы работал в колхозе в Чулымском районе. 
В феврале 1943 года был призван на службу в Рабоче-крестьянскую Красную Армию и направлен на фронт Великой Отечественной войны. Воевал на Степном фронте, в ходе битвы за Днепр в бою 29 сентября 1943 года был ранен. После выздоровления с декабря 1943 года — на 2-м Украинском фронте, с августа по сентябрь 1944 года — на 3-м Украинском фронте, с декабря 1944 года — на 1-м Белорусском фронте.
К январю 1945 года гвардии сержант Николай Леончиков командовал отделением 283-го гвардейского стрелкового полка 94-й гвардейской стрелковой дивизии 5-й ударной армии 1-го Белорусского фронта. Отличился во время освобождения Польши.
14 января 1945 года в районе населённого пункта Бжозувка-Подосе к югу от города Варка Леончиков первым поднялся в атаку и принял активное участие в прорыве трёх линий немецкой обороны и освобождении этого населённого пункта. Во время боёв на реке Пилица отделение Леончикова всегда находилось на передовой, уничтожил большое количество солдат и офицеров противника, не менее 6 его огневых точек. Переправившись через реку, отделение приняло активное участие в боях за освобождение села Михалув-Дольны. Дойдя с остальными частями до Одера, Леончиков принял участие в ожесточённых сражениях с превосходящими немецкими войсками. В критический момент Леончиков заменил собой командира взвода, сам был тяжело ранен, но продолжал сражаться. В результате тех боёв из всего его взвода осталось в живых лишь семь человек.
Указом Президиума Верховного Совета СССР от 27 февраля 1945 года за «образцовое выполнение боевых заданий командования на фронте борьбы с германским фашизмом и проявленные при этом отвагу и геройство» гвардии сержант Николай Леончиков был удостоен высокого звания Героя Советского Союза с вручением ордена Ленина и медали «Золотая Звезда» за номером 8875.
Долго лечился в эвакогоспиталях в Молдавской ССР и в Сталинграде, на госпитальной койке встретил и День Победы. После окончания войны Леончиков был демобилизован. Проживал сначала на родине, где работал в колхозе. В 1954 году переехал в Новосибирск, работал на Западно-Сибирской железной дороге заведующим складом железнодорожной столовой, затем стал начальником базы ОРСа (отдела рабочего снабжения) Новосибирского отделения Западно-Сибирской железной дороги. За многолетний труд удостоен званий «Почётный железнодорожник» и «Почётный ветеран Западно-Сибирской магистрали».
Умер 23 сентября 2012 года, похоронен на Заельцовском кладбище Новосибирска.
Награждён орденом Ленина (27.02.1945), орденом Отечественной войны 1-й степени (11.03.1985) и рядом медалей.
Бюст Героя установлен на Аллее Героев в Каргате.